# Ryan Day
Ryan Day (* 23. März 1980 in Pontycymer) ist ein walisischer Snookerspieler. Er wurde 1999 Profi und gewann in den 2010er und 2020er Jahren 4 Weltranglistenturniere.

## Karriere
Ryan Day war ein erfolgreicher Jugendspieler und begann mit 16 Jahren auch an internationalen Turnieren teilzunehmen. Bei der U21-Weltmeisterschaft 1997 erreichte er das Viertelfinale. Ein Jahr später stand er bei der Amateurweltmeisterschaft im Finale und unterlag Luke Simmonds mit 10:11. Das Match wurde mit der letzten Schwarzen entschieden.
Früher im Jahr hatte er gegen den zweimaligen Titelträger Ron Jones die walisische Amateurmeisterschaft gewonnen.

### Erste Profijahre
Um Zugang zur Profitour zu erlangen, nahm Day an der UK Tour 1998/99 teil. Er erreichte einmal das Halb- und einmal das Achtelfinale und überstand 7 Runden in der Weltmeisterschaftsqualifikation. Danach trat er ab 1999 bei den Profiturnieren an. Sein erster Profisieg war ein 5:4 über Mark Davis bei den China Open. Die anschließende Achtelfinalteilnahme bei den Welsh Open 2000 war sein erster großer Erfolg. Er besiegte den Weltranglisten-15. Steve Davis, bevor er dem späteren Sieger John Higgins unterlag. Bei der Weltmeisterschaft am Saisonende kam er unter die Letzten 96 und schaffte es damit unter die Top 128 der Weltrangliste. Im zweiten Jahr war die Runde der Letzten 32 bei den Scottish Open sein bestes Ergebnis, bei zwei weiteren Ranglistenturnieren erreichte er die dritte Runde. In der Masters-Qualifikation verlor er im Viertelfinale gegen Shaun Murphy. Vom Snookerverband WPBSA erhielt er danach die Auszeichnung als herausragender Nachwuchsspieler („Young Player of Distinction“).
Er verbesserte sich zwar auf Platz 116 der Rangliste, fiel damit aber aus der Main Tour und verbrachte die folgende Saison auf der untergeordneten Challenge Tour. Auch wenn er keines der vier Challenge-Tour-Turniere gewann, stand er zweimal im Finale. Bei der Weltmeisterschaft besiegte er außerdem Joe Johnson und Mark Davis und kam unter die Letzten 64. Damit führte er die Punktewertung der Tour an und kehrte auf die Main Tour zurück. Außerdem gewann er in der Saison 2001/02 die Benson and Hedges Championship 2001 in Mansfield, was ihm eine Wildcard für das Masters 2002 brachte. Dort konnte Day in der ersten Runde Dave Harold besiegen, er scheiterte danach jedoch an Stephen Hendry.
2002/03 begann mit dem Erreichen der Runde der Letzten 32 beim LG Cup, ein Ergebnis, das er beim Irish Masters wiederholen konnte. Bei der Weltmeisterschaft verlor er am „Judgment Day“ relativ knapp mit 8:10 gegen Steve Davis und verpasste damit die Qualifikation für die WM-Endrunde. Daneben spielte er auch Turniere der EASB Open Tour 2002/03 und gewann zwei der vier Turniere. Am Saisonende wurde er auf Platz 69 der Weltrangliste geführt und sicherte sich den Tourverbleib. Im Jahr darauf war unter der Saison die Players Championship mit einer weiteren Runde der Letzten 32 sein erfolgreichstes Turnier, bevor er am Saisonende bei der WM erneut die letzte Qualifikationsrunde erreichte und diesmal mit einem 10:7 über Drew Henry den Einzug ins Crucible Theatre schaffte. Sein erstes WM-Endrundenmatch gegen den Weltranglisten-4. John Higgins verlor er knapp mit 9:10 mit 50:68 Punkten im Decider. Damit hatte er sich auf Platz 45 unter den Profis etabliert.

### Aufstieg in die Top 10
In der Saison 2004/05 erreichte er zum Auftakt beim Merseyside Professional, einem Einladungsturnier, an dem er mehrfach teilnahm, das Halbfinale. Bei der UK Championship, dem zweitwichtigsten Ranglistenturnier, kam er erstmals auch unter die Letzten 32. Bei den Welsh Open 2005 schaffte er mit dem Erreichen des Viertelfinals eine neue Bestleistung und bei den China Open kam er ins Achtelfinale. Allein durch die Niederlage gegen Stephen Maguire in der letzten Runde der WM-Qualifikation verpasste er um einen Platz den Sprung unter die Top 32. Die nächste Saison verlief zwar nicht ganz so erfolgreich – das Achtelfinale bei den Welsh Open waren sein bestes Ergebnis –, dafür schloss er bei der WM so erfolgreich ab wie nie. Gegen Stuart Bingham qualifizierte er sich für die Endrunde und mit 10:3 gelang ihm der erste Crucible-Sieg gegen Joe Perry, bevor ihm Ronnie O’Sullivan mit 13:10 ein weiteres Vordringen verwehrte. Er stieg weiter auf, verpasste aber diesmal um einen Platz den Aufstieg in die Top 16.
Bei der Northern Ireland Trophy besiegte er 2006 mit Barry Hawkins und Mark Williams zwei Top-16-Spieler, bevor erneut O’Sullivan ihn im Viertelfinale stoppte. Sein bis dahin größter Erfolg gelang Ryan Day beim Malta Cup 2007 mit dem Erreichen des Finales, in dem er jedoch Shaun Murphy mit 4:9 unterlag. Neben weiteren guten Ergebnissen erreichte er ein weiteres Mal die WM-Endrunde und rückte damit auf Platz 16 vor. 2007/08 konnte er gleich zu Beginn beim Shanghai Masters wiederum ins Finale einziehen, verlor aber dort erneut, diesmal gegen seinen walisischen Landsmann Dominic Dale, wobei er nach einer 6:2-Führung acht Frames in Folge abgab und letztlich mit 6:10 verlor. Das Ende der Saison verlief ebenfalls sehr erfolgreich: Bei den China Open schied er erst im Halbfinale aus und bei der WM 2008 erreichte er nach einem 13:9-Sieg über den Weltranglisten-1. John Higgins erstmals das Viertelfinale. Damit sammelte er so viele Weltranglistenpunkte, dass er danach erstmals zu den besten acht Spielern der Welt gehörte.
Im Jahr darauf besiegte er beim Shanghai Masters erneut Higgins und kam ins Viertelfinale. Beim anschließenden Grand Prix trafen sie aber im Finale aufeinander und diesmal gewann der Schotte mit 9:7. Direkt danach konnte er die Austrian Snooker Open gewinnen, die jedoch nicht Bestandteil der Snooker Main Tour waren. Bei den China Open 2009 war Higgins im Halbfinale mit 4:6 seine Endstation. Danach kam er bei der Weltmeisterschaft zum zweiten Mal in Folge ins Viertelfinale. Mit Platz 6 nach dieser Saison erreichte er seine höchste Weltranglistenplatzierung. In der Saison 2009/10 folgten weitere gute Ergebnisse, bspw. das Viertelfinale beim Shanghai Masters und den Welsh Open. Außerdem kam er auch beim Masters bei der vierten Teilnahme erstmals unter die Letzten 8. Halbfinals oder Finals waren aber nicht dabei und die Auftaktniederlage gegen Mark Davis in der WM-Endrunde bedeutete, dass er in der Zweijahreswertung der Weltrangliste mehr Punkte verlor, als er neu gewann. Damit fiel er auf Platz 12 zurück.

### Jahre in den Top 32
Die Saison 2010/11 brachte große Veränderungen im Profisnooker. Es gab sehr viel mehr Turniere, darunter eine Serie von Kleinturnieren geringerer Wertigkeit, die Players Tour Championship (PTC). Mit den kurzen Best-of-7-Matches kam Day anfänglich nicht zurecht und er verlor meist schon sein erstes Match. Zweimal erreichte er Runde 3 und erst beim 12. und letzten Turnier, dem Prague Classic, das Achtelfinale. Er verlor aber auch bei den ersten beiden großen Turnieren zum Auftakt, und weil es nun Zwischenstände der Weltrangliste gab, fiel er aus den Top 16 und musste zusätzliche Qualifikationsrunden spielen. Nachdem er bei der UK Championship mit dem Erreichen des Achtelfinals ein neues bestes Turnierergebnis aufgestellt hatte, verstetigten sich seine Leistungen. Bei den Welsh Open und gleich danach dem China Open besiegte er zweimal Ronnie O’Sullivan, aber über das Achtelfinale kam er nicht hinaus. Nach der Niederlage gegen Mark Williams im Crucible gingen noch einmal viele Weltranglistenpunkte verloren und es kam zum Absturz auf Platz 28. In die nächste Saison startete er besser, beim zweiten PTC-Turnier kam er ins Viertelfinale, zwei weitere Male ins Achtelfinale. Für die Weltrangliste brachte das aber wenig. Bei den großen Turnier gewann er zwar anfangs immer ein Match, schied dann aber in Runde 2 aus. Gegen Saisonende folgte eine Serie von 3 Auftaktniederlagen, die Rettung kam aber bei der WM. Im Crucible gewann er 10:9 gegen Ding Junhui und 13:7 gegen Cao Yupeng und schaffte es mit seinem dritten Viertelfinale, unter den Top 32 zu bleiben.
2012/13 gab es zwei Viertelfinals bei PTC-Turnieren, eines davon das Paul Hunter Classic in Deutschland, bei dem er schon regelmäßig zu Gast gewesen war, als es noch nicht zur Main Tour gehörte. Aber auch bei drei vollwertigen Ranglistenturnieren, darunter die UK Championship, erreichte er endlich wieder das Achtelfinale. Doch in der zweiten Saisonhälfte blieben die Erfolge wie im Jahr zuvor aus, und nachdem er nach 7 Jahren wieder einmal die Qualifikation für die WM-Endrunde verpasst hatte, blieb seine Position unverändert. 
Die Wende kam in der folgenden Saison. Einer ordentlichen PTC-Tour mit einem Viertelfinale beim Ruhr Open 2013 folgte bei der International Championship nach einem Jahr wieder ein großes Viertelfinale. Ins neue Jahr startete er mit einem Halbfinale beim Shoot-Out, damals ein Einladungsturnier. Beim anschließenden Ranglistenturnier, dem German Masters, schaffte er es ebenfalls in die Vorschlussrunde, in der er Ding Junhui knapp mit 5:6 unterlag. Bei den Grand Finals der Players Tour Championship, für die er sich erstmals qualifiziert hatte, erreichte er das Achtelfinale. Und bei der Weltmeisterschaft qualifizierte er sich nicht nur für die Endrunde, er gewann dort das Auftaktmatch 10:9 gegen Stephen Maguire und kam zum dritten Mal ins Viertelfinale. Bis auf Platz 19 ging es danach wieder aufwärts. 

### Erste Turniersiege und Rückkehr in die Top 16
Auf diesem Niveau hielt er sich in den folgenden Jahren. Die Saison 2014/15 begann er mit einem Halbfinale beim PTC-Turnier in Yixing. In Haining gelang ihm wenig später zum ersten Mal in seiner Karriere ein offizielles Maximum Break. Das Viertelfinale beim German Masters war sein bestes Ergebnis bei einem vollwertigen Ranglistenturnier, aber auch bei den anderen Turnieren punktete er regelmäßig. In der nächsten Saison stand er bei den Bulgarian Open 2015 ein weiteres Mal in einem Finale, doch auch im vierten Anlauf verpasste er den Titel, er unterlag Mark Allen klar mit 0:4. Er erreichte beim German Masters – wie in den beiden Vorjahren – das Viertelfinale, ebenso wie beim World Grand Prix 2016, wo er gegen den amtierenden Weltmeister Stuart Bingham, gegen den er beim German Masters noch gewonnen hatte. Auch den Weltranglistenersten Mark Selby schlug er in dieser Saison, sogar zweimal.
2016/17 folgte beim World Grand Prix sein fünftes Finale, aber auch seine fünfte Finalniederlage gegen Barry Hawkins mit 7:10. Wenig später erreichte in der Championship League erstmals bei einem Einladungsturnier das Finale, doch auch hier konnte er nicht gewinnen, Sieger wurde John Higgins mit 3:0. Ein Halbfinale bei den Gibraltar Open und zwei weitere Viertelfinals rundeten die Saison ab. Die nächste Spielzeit begann mit dem Riga Masters 2017, wo Day ein weiteres Mal im Endspiel stand. Diesmal gelang ihm endlich der Sieg mit 5:2 gegen Stephen Maguire und damit in seinem 19. Profijahr sein erster Main-Tour-Titel. Bei der UK Championship stieß er erstmals bis ins Halbfinale vor. Beim German Masters erreichte er zum fünften Mal in Folge das Viertelfinale. Gegen Ende der Saison erreichte er dann zuerst bei den Gibraltar Open das Finale und gewann mit einem 4:0 gegen Cao Yupeng sein zweites Ranglistenturnier. Anschließend besiegte er beim Romanian Masters nacheinander Barry Hawkins, John Higgins, Kyren Wilson und Stuart Bingham, alle zwischen Position 5 und 13 in der Weltrangliste platziert, und gewann seinen dritten Titel in einer Spielzeit. Einschließlich eines Siegs im nächsten Turnier gegen den Weltranglistenersten Mark Selby gewann er 12 Partien in Folge. Da seine beiden gewonnenen Ranglistenturniere zu denen mit den geringsten Wertigkeiten gehörten, fiel der Sprung nach oben nicht so hoch aus, doch nach 7 Jahren stand er wieder unter den Top 16.

### Formkrise und Erholung nach der Pandemie
Im Jahr darauf konnte er seine Position zwar bestätigen, er verpasste aber zunächst weitere große Erfolge. Beim Shanghai Masters, dem European Masters, den English Open, den Northern Ireland Open und den Scottish Open erreichte er jeweils das Viertelfinale und schied dann aus. Auch beim Masters stand er bei seiner fünften Teilnahme zum zweiten Mal unter den Letzten 8. Ein besonderer Erfolg war die Teilnahme am Macau Masters, einem Einladungswettbewerb, wo er zusammen mit Barry Hawkins, Zhao Xintong und Zhou Yuelong den Teamtitel holte. Gegen Saisonende kam er bei den Gibraltar Open erneut ins Finale, verpasste aber gegen Stuart Bingham die Titelverteidigung. Es gab aber auch Auftaktniederlagen wie bei der UK Championship und ein Rückschlag war die frühe 3:10-Niederlage gegen Tian Pengfei in der WM-Qualifikation, wodurch er zum ersten Mal nach 5 Jahren wieder den Crucible-Einzug verpasste und auf Platz 18 fiel. Es drohte eine schwierige Saison mit vielen zu verteidigenden Punkten und sie verlief enttäuschend. Er kam nur bei der China Championship in Runde 3, mehrfach schied er in Runde 1 aus. Bei der WM kam er erneut nicht in die Endrunde und es folgte ein tiefer Fall auf Platz 37. 
2020/21 drohte die nächste schwierige Saison mit der COVID-19-Pandemie, die die reguläre Ausrichtung der Turniere verhinderte und die Spieler an einem Veranstaltungsort festhielt. In der Championship League gelang ihm zu Beginn sein zweites Maximum Break. Das half Day zwar nicht aus seiner Motivationskrise, er stabilisierte aber zumindest seine Leistung bis zur UK Championship und es gab keine Auftaktniederlage. Dann wurde er aber positiv auf das Virus getestet, musste aussetzen, war zeitweise beeinträchtigt und konnte bis zum Jahresende nicht mehr punkten. Zwischenzeitlich fiel er bis auf Platz 50 der Weltrangliste. Beim German Masters ging es mit Runde 3 aber wieder aufwärts und beim Shoot-Out, dem Sonderformat mit 10-Minuten-Frames, allerdings in diesem Jahr ohne Publikum, hatte er einen Lauf: Er besiegte unter anderem David Gilbert und Mark Williams und im Finale mit einem 67-Punkte-Break Mark Selby und gewann einen weiteren Titel. Es brachte nicht die große Wende – es gab danach noch zwei Auftaktniederlagen und in die WM-Endrunde kam er erneut nicht –, aber auch das relativ geringe Preisgeld beim Shoot-Out genügte, um ihn wieder unter die Top 32 zu bringen. Beim ersten Turnier der Nach-Corona-Saison, dem Gruppenturnier Championship League war er am Ende unter den Letzten 8, doch schon bei den British Open verlor er sein Auftaktspiel, bei den nächsten 3 Turnieren gelangen ihm nur 2 Siege. Danach ging es aber aufwärts und Anfang 2022 erreichte er beim German Masters einmal mehr das Viertelfinale, ebenso wie anschließend beim European Masters und den Welsh Open. Auch wenn danach nicht mehr viel gelang, behauptete er damit seinen Platz in der Rangliste.

### Ein großer Turniersieg und späte Jahre auf der Tour
Die zweite Ausgabe des European Masters 2022 zu Beginn der Saison 2022/23 schloss Day ebenfalls mit dem Viertelfinale ab. Anschließend erreichte er beim British Open zum 12. Mal ein Finale. Er gewann gegen Mark Allen mit 10:7 und holte seinen 4. und bis dahin wertvollsten Ranglistentitel. Es kehrte jedoch keine Konstanz ein, bei den English Open kam er ins Achtelfinale, dann verlor er gleich zweimal 3 Auftaktspiele in Folge, bei der Tour Championship sogar trotz seines dritten Maximum Breaks. Bei der Weltmeisterschaft 2023 profitierte er von der Aufgabe seines Gegners Scott Donaldson aus gesundheitlichen Gründen und nach vier Jahren qualifizierte er sich wieder für die Endrunde. Damit war er auch wieder in den Top 16. Auch in der Folge hielt er sich auf diesem Niveau, er kam 2023 bei Turnieren regelmäßig in Runde 3, aber erst im November bei der International Championship ins Achtelfinale, nachdem er in der Qualifikation sein 4. Maximum gespielt hatte. Bestes Turnier der Saison war einmal mehr das German Masters Anfang 2024, wo er zum 7. Mal ins Viertelfinale kam. Größere Erfolge blieben aber aus. Bei der WM besiegte er Scott Donaldson diesmal regulär knapp mit 10:9 zu seinem 15. Crucible-Einzug. Zum 6. Mal überstand er auch die erste Runde, mit 10:8 schlug er Barry Hawkins, gegen Ronnie O’Sullivan unterlag er aber klar im Achtelfinale. Dank des abschließenden Erfolgs hielt er sich in der Rangliste auf Platz 18.
Im Jahr darauf hatte er den British-Open-Erfolg zu verteidigen, es folgte aber eine eher durchwachsene Saison. Anfangs schied er meist früh aus, nur beim Xi’an Grand Prix erreichte er Runde 3. Die zweite Saisonhälfte verlief erfolgreicher, nach zweimal Runde 3 kam er bei den Welsh Open und beim World Open ins Achtelfinale. Bei der Weltmeisterschaft erreichte er ein weiteres Mal die Hauptrunde. Trotzdem verlor er deutlich in der Weltrangliste und fiel auf Platz 37 zurück.

## Sonstiges
Ryans jüngerer Bruder Rhys Day war Fußballspieler und spielte bereits für Mansfield Town und Manchester City; zudem war er Kapitän der walisischen U21.

## Erfolge
| Ausgang                 | Jahr | Turnier                                              | Finalgegner                                         | Ergebnis |
| ----------------------- | ---- | ---------------------------------------------------- | --------------------------------------------------- | -------- |
| Ranglistenturniere      |      |                                                      |                                                     |          |
| Zweiter                 | 2007 | Malta Cup                                            | Shaun Murphy                                        | 4:9      |
| Zweiter                 | 2007 | Shanghai Masters                                     | Dominic Dale                                        | 6:10     |
| Zweiter                 | 2008 | Grand Prix                                           | John Higgins                                        | 7:9      |
| Zweiter                 | 2017 | World Grand Prix                                     | Barry Hawkins                                       | 7:10     |
| Sieger                  | 2017 | Riga Masters                                         | Stephen Maguire                                     | 5:2      |
| Sieger                  | 2018 | Gibraltar Open                                       | Cao Yupeng                                          | 4:0      |
| Zweiter                 | 2019 | Gibraltar Open                                       | Stuart Bingham                                      | 1:4      |
| Sieger                  | 2021 | Snooker Shoot-Out                                    | Mark Selby                                          | 1:0      |
| Sieger                  | 2022 | British Open                                         | Mark Allen                                          | 10:7     |
| Minor-Ranking-Turnier 1 |      |                                                      |                                                     |          |
| Zweiter                 | 2015 | Bulgarian Open                                       | Mark Allen                                          | 0:4      |
| Einladungsturniere      |      |                                                      |                                                     |          |
| Zweiter                 | 2017 | Championship League                                  | John Higgins                                        | 0:3      |
| Sieger                  | 2018 | Romanian Masters                                     | Stuart Bingham                                      | 10:8     |
| Sonstige Turniere       |      |                                                      |                                                     |          |
| Sieger                  | 2001 | Benson & Hedges Championship (Masters-Qualifikation) | Hugh Abernethy                                      | 9:5      |
| Sieger                  | 2018 | Macau Masters (Teamwettbewerb)                       | Day/Hawkins/Zhao/Zhou gegen Williams/Perry/Fu/Zhang | 5:1      |
| Amateurturniere         |      |                                                      |                                                     |          |
| Sieger                  | 1998 | Walisische Meisterschaft                             | Ron Jones                                           | 8:4      |
| Zweiter                 | 1998 | IBSF-Snookerweltmeisterschaft                        | Luke Simmonds                                       | 10:11    |